# Удо Јиргенс
Удо Јиргенс, рођен као Јирген Удо Бокелман; Клагенфурт, 30. септембар 1934 – Минстерлинген, 21. децембар 2014) био је аустријски композитор и певач забавне музике чија је каријера трајала више од 50 година. Победио је на Песми Евровизије 1966. представљајући Аустрију. Компоновао је близу 1.000 песама и продао преко 100 милиона плоча. 2007. године добио је швајцарско држављанство.
Он је заслужан за популарност поп музике на немачком говорном подручју где су 1950-их година доминирали „Шлагери“ (хит песме), тако што је прихватио модерну поп музику и стил француске шансоне. Његове композиције и аранжмани привукли су фанове свих узраста. До своје смрти у 80. години, наставио је да попуњава дворане у Немачкој, Аустрији и Швајцарској.

## Каријера
Године 1964, Јиргенс је први пут представљао Аустрију на Песми Евровизије 1964. са песмом „Зашто, само зашто?", и завршио је на шестом месту.
Јиргенсова песма „Реци јој да шаљем поздраве" је освојила четврто место на такмичењу 1965. године, а из трећег покушаја, победио је на Песми Евровизије 1966. у Луксембургу са песмом „Мерси, Шери“ (фр. Merci, Chérie - "Хвала драга"), која је постала хит и на енглеском језику у разним обрадама. Само Јиргенсова верзија продата је у преко милион примерака, а Дојче Вог му је 1966. доделио златни диск.
Од 2015. године, Јиргенс држи светски рекорд као уметник са најдужим присуством на топ листама икада — више од 57 година од његовог првог уласка 1958. до 2015.

## Обраде Јиргенсове песме "Хвала драга"
„Мерси Шери“, чији је оригинални немачки текст написао Томас Хербигер, преведена је или адаптирана на неколико језика и обрађена од стране десетина уметника у вокалним и инструменталним снимцима. Ове верзије укључују:
- "Merci Chérie" Клода Карера и Андреа Салвеа (француски)
- "Merci" Вита Палавичинија (италијански)
- "Merci Cheri" Бејкера Кевендиша (енглески)
- "Merci Cheri" Фреда Бекија (холандски)
- "Merci Chérie" Ал Сандстрема (шведски)
- „Merci Chérie“ Гине Трандафиреску
- "Merci Cheri" Анджеја Озге (пољски)

Сам Јиргенс је снимио многе преводе за међународно издање, укључујући верзију на јапанском. Новије обраде укључују снимак француске верзије Белинде Карлајл из 2007.

## Смрт
Дана 21. децембра 2014. године, Јиргенс је преминуо од престанка рада срца у Минстерлингену, у Швајцарској, у својој 80. години. Сахрањен је у Средишњем бечком гробљу (Група 33 G, Гроб број 85).